# Gambito Goering
|       |       |       |       |       |       |       |       |       |  |
|       | a8 rd | b8    | c8 bd | d8 qd | e8 kd | f8    | g8    | h8 rd |  |
| a7 pd | b7 pd | c7 pd | d7 pd | e7    | f7 pd | g7 pd | h7 pd |       |  |
| a6    | b6    | c6 nd | d6    | e6    | f6 nd | g6    | h6    |       |  |
| a5    | b5    | c5    | d5    | e5    | f5    | g5    | h5    |       |  |
| a4    | b4 bd | c4 bl | d4    | e4 pl | f4    | g4    | h4    |       |  |
| a3    | b3    | c3 nl | d3    | e3    | f3 nl | g3    | h3    |       |  |
| a2 pl | b2 pl | c2    | d2    | e2    | f2 pl | g2 pl | h2 pl |       |  |
| a1 rl | b1    | c1 bl | d1 ql | e1 kl | f1    | g1    | h1 rl |       |  |
|       |       |       |       |       |       |       |       |       |  |

El Gambito Goering (ECO C44), es una variante de la Apertura escocesa, que trata de conseguir un rápido desarrollo y gran control de piezas en el centro a costa de un peón. El problema es que queda en minoría en los peones del ala de dama.
Línea principal:
1.e4 e5

2.Cf3 Cc6

3.d4 exd4

4.c3 dxc3

5.Cxc3 Ab4

6.Ac4 Cf6
Aquí hay que tener cuidado con la celada del mate del grumete:
1.e4 e5 2.Cf3 Cc6 3.d4 exd4 4.c3 dxc3 5.Cxc3 d6 6.Ac4 Ag4 7.0-0 Ce5 8.Cxe5 Axd1 9.Axf7+ Re7 10.Cd5#